# Прича
Прича (старосл. притъча) одредница је која се може односити на више термина у оквиру књижевности:
1. Приповетка (народна приповетка) - "Приповијетка се у народу нашему, особито по јужнијим крајевима, највише зове прича, а гдјешто и "гатка"..." (Караџић, В. Српске народне приповијетке, предговор).
2. Парабола - кратка нарација морално-поучног карактера, блиска басни.
3. Пословица - названа је причом у Вуковом Рјечнику, потом код Петра Хекторовића, Динка Рањине и Јураја Бараковића у 19.в.
4. Загонетка - код Хекторовића
5. Предање - код А. Радића и Д. Богдановића